# Liste der Stolpersteine in Hilden
Die Liste der Stolpersteine in Hilden enthält Stolpersteine, die im Rahmen des gleichnamigen Kunst-Projekts von Gunter Demnig in Hilden verlegt wurden. Mit ihnen soll an Opfer des Nationalsozialismus erinnert werden, die in Hilden lebten und wirkten.

## Liste der Stolpersteine
| Adresse                                                                             | Person                    | Inschrift | Bild | weitere Informationen |
| ----------------------------------------------------------------------------------- | ------------------------- | --- | ---- | --- |
| Am Jägersteig 7 ⊙                                                                   | Wilhelm Johann Weiler     | Hier wohnte Wilhelm Johann Weiler Jg. 1883 Im Widerstand Schutzhaft 1933 'Koburg' Entlassen 1933 Flucht in den Tod 10.10.1934                                       |      | Wilhelm Johann Weiler wurde am 27. November 1883 in Hilden geboren. Nachdem er sich am Widerstand beteiligt hatte, wurde er 1933 verhaftet und in der Villa Kocherscheidt, genannt Koburg, im Neandertal bei Mettmann inhaftiert und gefoltert. Im Jahr nach seiner Entlassung beging er am 10. Oktober 1934 Selbstmord. |
| Bahnhofsallee 5 ⊙                                                                   | Agrippina Akimowa         | Hier arbeitete Agrippina Akimowa Jg. 1915 Zwangsarbeit 1945 Eingewiesen 1944 Heilanstalt Grafenberg 'Verlegt' Heilanstalt Meseritz-Obrawalde Ermordet 18.5.1944     |      | Agrippina Akimowa wurde am 15. Juni 1915 in Sirotinsk bei Rostow am Don, Russland, geboren. Nachdem sie von Russland nach Deutschland verschleppt wurde, leistete sie ab 1942 Zwangsarbeit als Hausgehilfin in der Bahnhofsgaststätte Hilden. Am 12. Januar 1944 wurde sie in die Heil- und Pflegeanstalt Düsseldorf-Grafenberg eingewiesen. Im Mai 1944 wurde sie von dort zur Heil- und Pflegeanstalt Obrawalde bei Meseritz verlegt und dort am 18. Mai 1944 ermordet. |
| Benrather Straße 19 ⊙                                                               | Berta Grabowski           | Hier wohnte Berta Grabowski Geb. Spier Jg. 1873 Flucht 1939 Holland Interniert Westerbork Deportiert Sobibor Ermordet 9.4.1943                                      |      | Berta Spier wurde am 17. Februar 1873 in Kalkar geboren. Sie emigrierte mit ihrer Tochter Maria Henriette in die Niederlande zunächst nach Gouda, danach nach Amsterdam. Dann wurde sie vom 13. März 1943 bis 6. April 1943 im Durchgangslager Westerbork inhaftiert. Am 6. April 1943 wurde sie von dort in das Vernichtungslager Sobibor deportiert, wo sie vermutlich am 9. April 1943 ermordet wurde. Auf Grund fehlender Unterlagen wurde sie für tot erklärt. |
| Benrather Straße 19 ⊙                                                               | Maria Henriette Grabowski | Hier wohnte Maria Henriette Grabowski Jg. 1899 Flucht 1939 Holland Interniert Westerbork Deportiert Sobibor Ermordet 9.4.1943                                       |      | Maria Henriette Grabowski wurde am 19. November 1899 in Hilden geboren. Sie emigrierte mit ihrer Mutter Berta in die Niederlande und wurde vom 13. März 1943 bis 6. April 1943 im Durchgangslager Westerbork inhaftiert. Am 6. April 1943 wurde sie von dort in das Vernichtungslager Sobibor deportiert, wo sie vermutlich am 9. April 1943 ermordet wurde. Auf Grund fehlender Unterlagen wurde sie für tot erklärt. |
| Benrather Straße 19 ⊙                                                               | Helene Wahle              | Hier wohnte Helene Wahle Geb. Kuh Jg. 1872 Deportiert 1941 Ghetto Łódź Ermordet 23.6.1942                                                                           |      | Helene Kuh wurde am 19. Oktober 1872 in Prag geboren und war seit 1908 wohnhaft in Hilden. Am 27. Oktober 1941 wurde sie von Düsseldorf aus zum Ghetto Litzmannstadt (Łódź) deportiert und dort am 23. Juni 1942 ermordet. Ihr Ehemann Richard Wahle (1863–1939) war seit 1908 Inhaber der Maschinenfabrik Kirberg & Hüls. 1938 musste er das Unternehmen zwangsweise verkaufen. |
| Benrather Straße 32 ⊙                                                               | Ernst Willner             | Hier wohnte Ernst Willner Jg. 1901 Erschlagen 9.11.1938 Opfer des Pogroms                                                                                           |      | Ernst Willner wurde am 19. August 1901 in Düsseldorf geboren und war wohnhaft in Heiligenhaus und Hilden. Er wurde am 9. November 1938 in Hilden Opfer des Pogroms. Ernst Willners Vater Isidor Willner war von 1915 bis 1937 Alleininhaber der Kornbrennerei Vogelsang & Co., deren historisches Betriebsgebäude seit 1989 Bestandteil des Wilhelm-Fabry-Museums ist. |
| Benrather Straße 32 ⊙                                                               | Eugenie Willner           | Hier wohnte Eugenie Willner Geb. Albert Jg. 1871 Erschossen 9.11.1938 Opfer des Pogroms                                                                             |      | Eugenie Albert wurde am 9. Dezember 1871 in Ottweiler geboren und war wohnhaft in Heiligenhaus und Hilden. Sie wurde am 10. November 1938 in Hilden Opfer des Pogroms. |
| Berliner Straße, Ecke Marie-Colinet-Straße (früher Apfelstraße 11) ⊙                | Bertha Herz               | Hier wohnte Bertha Herz Geb. Meyer Jg. 1870 Opfer des Pogroms Misshandelt Tot 23.12.1938                                                                            |      | Bertha Meyer wurde am 29. Oktober 1870 in Richrath (Langenfeld) geboren und war wohnhaft in Hilden. Sie wurde am 24. Dezember 1938 in Hilden Opfer des Pogroms. |
| Berliner Straße, Ecke Marie-Colinet-Straße (früher Apfelstraße 11) ⊙                | Erna Herz                 | Hier wohnte Erna Herz Jg. 1903 Deportiert 1941 Ermordet in Riga |      | Erna Herz wurde am 26. Oktober 1903 in Hilden geboren. Am 11. Dezember 1941 wurde sie von Düsseldorf aus zum Ghetto Riga deportiert, und am 9. August 1944 von dort weiter zum KZ Stutthof, wo sie am 21. Dezember 1944 ermordet wurde. |
| Berliner Straße, Ecke Marie-Colinet-Straße (früher Apfelstraße 11) ⊙                | Sigmund Herz              | Hier wohnte Sigesmund Herz Jg. 1870 Deportiert 1942 Theresienstadt Ermordet 13.6.1943                                                                               |      | Der Metzger Sigmund Herz wurde am 4. Juli 1870 in Berghausen (Langenfeld) geboren und war wohnhaft in Düsseldorf und Hilden. Am 21. Juli 1942 wurde er von Düsseldorf aus zum Ghetto Theresienstadt deportiert und dort am 13. Juni 1943 ermordet. |
| Berliner Straße, Ecke Schwanenstraße ⊙                                              | Jawdocha Bjelouss         | Hier wohnte Jawdocha Bjelouss Jg. 1924 Zwangsarbeit 1942 Eingewiesen 1942 Heilanstalt Grafenberg Schicksal unbekannt                                                |      | Jawdocha Bjelouss wurde am 17. September 1924 in Melnikiwzy, Ukraine, geboren. Nachdem sie nach Deutschland verschleppt wurde, kam sie am 24. Juni 1942 als Zwangsarbeiterin zur Firma Kirberg & Hüls in Hilden und wohnte auf deren Firmengelände an der Schwanenstraße. Noch im gleichen Monat wurde sie in die Heil- und Pflegeanstalt Düsseldorf-Grafenberg eingewiesen. Ihr weiteres Schicksal ist unbekannt. |
| Biesenstraße 50 ⊙                                                                   | Johann Kirschall          | Hier wohnte Johann Kirschall Jg. 1881 Im Widerstand 'Schutzhaft' 1933 Koburg, Kemna 1935 Gefängnis Kleve Entlassen 1935 Flucht in den Tod Dez. 1936                 |      | Johann Kirschall wurde am 22. Februar 1881 in Röthgen geboren. Nachdem er sich am Widerstand beteiligt hatte, wurde er 1933 verhaftet und in der Villa Kocherscheidt, genannt Koburg, im Neandertal bei Mettmann inhaftiert und anschließend zum KZ Kemna in Wuppertal verschleppt. Nach seiner Entlassung beging er am 19. Dezember 1936 Selbstmord. |
| Ellerstraße 128 ⊙                                                                   | Paul Krey                 | Hier wohnte Paul Krey Jg. 1914 Desertiert 25.7.1941 Verhaftet 29.9.1941 Kriegsgericht Pleskau Hingerichtet 13.5.1942                                                |      | Der Melker Paul Krey wurde am 2. August 1914 in Hilden geboren. Nach Beginn des Zweiten Weltkriegs wurde er zur Wehrmacht eingezogen und nahm zunächst am Westfeldzug teil, ab 1. November 1940 dann am Ostfeldzug. Von einem Kriegsgericht in Pleskau wurde er am 21. April 1942 wegen Fahnenflucht zum Tode verurteilt und am 13. Mai 1942 hingerichtet. |
| Fritz-Gressard-Platz, Ecke Mittelstraße (früher Haus Hagdorn, Benrather Straße 1) ⊙ | Erna Kaufmann             | Hier wohnte Erna Kaufmann Geb. Löwenstein Jg. 1883 Flucht Holland Deportiert 1943 Sobibor Ermordet 23.5.1943                                                        |      | Erna Löwenstein wurde am 23. Dezember 1883 in Levern geboren und war wohnhaft in Heiligenhaus und Hilden. Sie emigrierte am 14. März 1939 in die Niederlande. Vom Durchgangslager Westerbork aus wurde sie am 25. Mai 1943 in das Vernichtungslager Sobibor deportiert, wo sie vermutlich am 28. Mai 1943 ermordet wurde. Auf Grund fehlender Unterlagen wurde sie für tot erklärt. |
| Fritz-Gressard-Platz, Ecke Mittelstraße (früher Haus Hagdorn, Benrather Straße 1) ⊙ | Carl Kaufmann             | Hier wohnte Carl Kaufmann Jg. 1908 Flucht 1938 USA |      | Carl Kaufmann wurde als Sohn von Sigesmund Kaufmann († 31. März 1935) und Erna Kaufmann am 24. Februar 1908 in Hilden geboren. 1938 flüchtete er mit seinem Bruder über Amsterdam in die USA. In New Jersey betrieb er dann einen Süßwarengroßhandel. Er starb am 15. April 1989 in Santa Rosa/Kalifornien. |
| Fritz-Gressard-Platz, Ecke Mittelstraße (früher Haus Hagdorn, Benrather Straße 1) ⊙ | Werner Kaufmann           | Hier wohnte Werner Kaufmann Jg. 1913 Flucht 1938 USA |      | Werner Kaufmann wurde als Sohn von Sigesmund Kaufmann († 31. März 1935) und Erna Kaufmann am 9. März 1913 in Hilden geboren. 1938 flüchtete er mit seinem Bruder über Amsterdam in die USA, wo er sich Walter Kaufmann nannte. Er starb dort am 4. März 2009. |
| Gerresheimer Straße 189/191 ⊙                                                       | Hannelore Edith Meyer     | Hier wohnte Edith Hannelore Cohn Jg. 1933 Deportiert 1941 Minsk ? Für tot erklärt                                                                                   |      | Hannelore Edith Meyer wurde am 24. Januar 1933 als Edith Marcus in Elmschenhagen geboren. Sie wurde 1933 von der Witwe Minna Seckel, geborene Cohn, adoptiert und erhielt dadurch den Nachnamen Cohn, sowie auf zusätzlichen Antrag der Adoptivmutter den zweiten Vornamen Hannelore. Sie wohnte mit ihren Adoptiveltern Minna und Leo Meyer in Opladen, Hilden und Düsseldorf. Am 10. November 1941 wurde sie mit ihrer Adoptivmutter Minna aus Düsseldorf zum Ghetto Minsk deportiert. |
| Gerresheimer Straße 189/191 ⊙                                                       | Leo Meyer                 | Hier wohnte Leo Meyer Jg. 1891 Flucht 1939 Belgien interniert 1940–1941 Gurs versteckt mit Hilfe überlebt                                                           |      | Der Futtermittel- und Pferdehändler Leo Meyer wurde am 9. März 1891 in Hilden geboren, wohnte in Hilden, Düsseldorf und Saint-Priest-Taurion (Frankreich). 1939 flüchtete er von Hilden nach Oostmalle (Belgien), wo er als Soldat während des Ersten Weltkrieges stationiert gewesen war. 1940 wurde er von dort zum Internierungslager Camp de Gurs in Südfrankreich deportiert. Mit Hilfe französischer Freunde konnte er 1941 das Lager verlassen, sich verstecken und 1949 nach Hilden zurückkehren. |
| Gerresheimer Straße 189/191 ⊙                                                       | Minna Meyer               | Hier wohnte Minna Meyer geb. Cohn Jg. 1886 Deportiert 1941 Minsk ? Für tot erklärt                                                                                  |      | Minna Cohn wurde am 5. Februar 1886 in Hamburg geboren und war wohnhaft in Hamburg, Opladen und Hilden. Sie wurde mit ihrer Adoptivtochter Hannelore und ihrer Schwägerin Klara Wege am 10. November 1941 aus Düsseldorf zum Ghetto Minsk deportiert und für tot erklärt. |
| Gerresheimer Straße 189/191 ⊙                                                       | Nathan Meyer              | Hier wohnte Nathan Meyer Jg. 1861 Misshandelt Tot 12.11.1938 Opfer des Pogroms                                                                                      |      | Der Viehhändler Nathan Meyer wurde am 3. November 1861 in Erkrath geboren, wohnte in Erkrath und Hilden. Er wurde am 12. November 1938 in Düsseldorf Opfer des Pogroms. |
| Gerresheimer Straße 189/191 ⊙                                                       | Klara Wege                | Hier wohnte Klara Wege geb. Meyer Jg. 1888 Deportiert 1941 Minsk ?                                                                                                  |      | Klara Meyer wurde am 11. April 1888 in Düsseldorf geboren und war dort und in Hilden wohnhaft. Sie wurde am 10. November 1941 mit ihrer Schwägerin Minna Meyer und deren Adoptivtochter Hannelore von Düsseldorf in das Ghetto Minsk deportiert. |
| Gerresheimer Straße 340 ⊙                                                           | Hendrika Grüter           | Hier wohnte Hendrika Grüter Jg. 1893 Selbstmord 14.11.1938 Opfer des Pogroms                                                                                        |      | Hendrika Grüter wurde am 13. Juli 1893 in Duisburg geboren. Sie arbeitete als Haushaltshilfe beim Arzt Siegmund Sommer. Am 14. November 1938 wurde sie in Hilden Opfer des Pogroms. |
| Gerresheimer Straße 340 ⊙                                                           | Siegmund Sommer           | Hier wohnte Dr. Siegmund Sommer Jg. 1870 Selbstmord 13.11.1938 Opfer des Pogroms                                                                                    |      | Der Arzt Siegmund Sommer wurde am 16. Juni 1870 in Crainfeld geboren. Am 13. November 1938 wurde der Arzt in Hilden Opfer des Pogroms. |
| Grabenstraße 2 ⊙                                                                    | Katharina Gammel          | Hier wohnte Katharina Gammel Jg. 1904 Eingewiesen 8.3.1940’Heilanstalt’ Grafeneck Ermordet 4.4.1940                                                                 |      | Katharina Gammel wurde am 8. Februar 1904 in Hilden geboren und war dort auch wohnhaft. Nach der Machtergreifung wurde sie vom Dreifaltigkeitskloster Krefeld–Königshof nach Bedburg-Hau gebracht, am 6. März 1940 weiter nach Zwiefalten. Am 15. April 1940 wurde sie zur Tötungsanstalt Grafeneck deportiert und dort vergast. |
| Heiligenstraße 13 ⊙                                                                 | Antonina Tscherbakowa     | Hier arbeitete Antonina Tscherbakowa Jg. 1927 Zwangsarbeit 1942 Eingewiesen 1944 Heilanstalt Grafenberg 'Verlegt' Heilanstalt Meseritz-Obrawalde Ermordet 18.5.1944 |      | Antonina Tscherbakowa wurde am 9. März 1927 in Sacharowo, Russland, geboren. Nachdem sie von Russland nach Deutschland verschleppt wurde, kam sie am 10. Juli 1942 als Zwangsarbeiterin zur Eisengießerei Gerwien in Hilden, ab 16. November zu einer Familie Joost als Haushaltshilfe in die Heiligenstraße 13. Am 18. April 1944 wurde sie in die Heil- und Pflegeanstalt Düsseldorf-Grafenberg eingewiesen. Danach wurde sie zur Heil- und Pflegeanstalt Obrawalde bei Meseritz verlegt und dort am 18. Mai 1944 ermordet. |
| Hochdahler Straße 132 ⊙                                                             | Karl Harhoff              | Hier wohnte Karl Harhoff Jg. 1915 Desertiert 12.3.1943 Wehrmachtsgefängnis Torgau Kriegsgericht Hingerichtet 12.8.1944 Berlin-Spandau                               |      | Karl Harhoff wurde am 14. Oktober 1915 in Hilden geboren. Während des Zweiten Weltkriegs soll er sich am 12. März 1943 unerlaubt von der Truppe entfernt haben. Er wurde daraufhin im Wehrmachtgefängnis Torgau inhaftiert und am 5. Juli 1944 vom Feldkriegsgericht des Zentralgerichts des Heeres, Berlin zum Tode verurteilt. Am 12. August 1944 wurde Karl Harhoff in Berlin-Spandau hingerichtet. |
| Kirchhofstraße 14 ⊙                                                                 | Paul Levin                | Hier wohnte Paul Levin Jg. 1903 Flucht Holland Interniert Westerbork Deportiert Auschwitz Ermordet 28.2.1942                                                        |      | Paul Levin wurde am 31. Mai 1903 in Hilden geboren und war dort auch wohnhaft. Nach der Machtergreifung emigrierte er in die Niederlande. Von dort wurde er, wie auch seine Eltern und Geschwister, über das Durchgangslager Westerbork zum KZ Auschwitz deportiert. Am 28. Februar 1943 wurde er dort ermordet. |
| Mettmanner Straße 34 ⊙                                                              | Karl Friedrich Dornbach   | Hier wohnte Karl F. Dornbach Jg. 1903 Seit 1920 Mehrmals eingewiesen Heilanstalt Grafenberg Entlassen 1939 Verhaftet Nov. 1940 Neuengamme Ermordet 9.3.1941         |      | Der Maurer Karl Friedrich Dornbach wurde am 24. Mai 1903 in Hilden geboren. Zwischen 1920 und 1939 wurde er mehrmals in die Heil- und Pflegeanstalt Düsseldorf-Grafenberg eingewiesen. Im November 1940 wurde er verhaftet und in das KZ Neuengamme (Hamburg) verschleppt, wo er am 9. März 1941 ermordet wurde. |
| Mettmanner Straße 34 ⊙                                                              | Julius Kaupe              | Hier wohnte Julius Kaupe Jg. 1904 Flucht 1933 Belgien 1936 in den Internationalen Brigaden Spanien Tot 26.11.1936                                                   |      | Julius Kaupe wurde am 30. März 1904 Mährisch Trübau (Moravská Třebová) geboren. Nach der Machtergreifung 1933 flüchtete der aktive Kommunist zunächst in die Niederlande und nach Belgien. Im Herbst 1936 schloss er sich dem Thälmann-Bataillon der Internationalen Brigaden in Spanien an, die dort gegen den Faschismus kämpften. Julius Kaupe kam während der Kämpfe bei Madrid am 26. November 1936 ums Leben. |
| Mettmanner Straße 76 ⊙                                                              | Henry Bernstein           | Hier wohnte Henry Bernstein Jg. 1896 Flucht Holland Deportiert 1944 Ermordet 1944 Auschwitz                                                                         |      | Der Kaufmann Henry Bernstein wurde am 21. Januar 1896 in Winsen (Luhe) geboren und war wohnhaft in Düsseldorf und Hilden. In Hilden betrieb er ein Versandgeschäft für Textil- und Schuhwaren. Am 8. Januar 1940 emigrierte er mit seinem Sohn Rolf in die Niederlande. Vom 6. Juni bis 2. August 1944 war er im Durchgangslager Westerbork inhaftiert und wurde von dort in das Ghetto Theresienstadt und am 28. September 1944 weiter in das KZ Auschwitz deportiert. Er wurde am 28. Februar 1945 ermordet und auf Grund fehlender Unterlagen für tot erklärt. |
| Mettmanner Straße 76 ⊙                                                              | Rolf Bernstein            | Hier wohnte Rolf Bernstein Jg. 1929 Flucht Holland Deportiert 1944 Ermordet 1945 Auschwitz                                                                          |      | Rolf Bernstein wurde am 16. März 1929 in Düsseldorf geboren und war wohnhaft in Düsseldorf und Hilden. Am 8. Januar 1940 emigrierte er mit seinem Vater Henry in die Niederlande. Vom 6. Juni bis 31. Juli 1944 war er im Durchgangslager Westerbork inhaftiert und wurde von dort in das Ghetto Theresienstadt und am 23. Oktober 1944 weiter in das KZ Auschwitz deportiert. Er wurde am 28. Februar 1945 ermordet und auf Grund fehlender Unterlagen für tot erklärt. |
| Mittelstraße 7–9 ⊙                                                                  | Betty Schweriner          | Hier wohnte Betty Schweriner Jg. 1871 Deportiert 1942 Theresienstadt Ermordet in Treblinka                                                                          |      | Betty Kaufmann wurde am 6. Mai 1871 in Hilden in ein wohlhabendes Haus geboren. Zusammen mit ihrem Ehemann Georg Schweriner zog Betty nach Essen, wo 1899 ihre erste Tochter geboren wurde. Zwei Jahre später, im Jahr 1901, zog die Familie nach Düsseldorf, wo sie eine Süßwarengroßhandlung betrieb. In den Jahren 1903 und 1906 wurden noch zwei weitere Töchter geboren. Das Haus in der Kreuzstraße 58 in Düsseldorf, wurde überfallen, verwüstet und geplündert und nach 1940 zum sogenannten „Judenhaus“ deklariert. Am 21. Juli 1942 wurde sie von Düsseldorf zum Ghetto Theresienstadt deportiert, und von dort am 26. September 1942 zum Vernichtungslager Treblinka, wo sie ermordet wurde. |
| Mittelstraße 37–39 ⊙                                                                | Karl Herz                 | Hier wohnte Karl Herz Jg. 1879 Opfer des Pogroms Erstochen 9.11.1938                                                                                                |      | Der Kaufmann Karl Herz wurde am 30. November 1879 in Berghausen (Langenfeld) geboren und war wohnhaft in Heiligenhaus und Hilden. Er betrieb ein Geschäft für Damen- und Herrenkonfektion. Am 10. November 1938 wurde er in Hilden Opfer des Pogroms. |
| Mittelstraße 37–39 ⊙                                                                | Liselotte Herz            | Hier wohnte Liselotte Herz Geb. Bloemendaal Jg. 1911 Flucht Holland Deportiert Auschwitz Ermordet 17.7.1942                                                         |      | Liselotte Bloemendaal wurde am 1. Oktober 1911 in Düsseldorf geboren und war wohnhaft in Heiligenhaus und Hilden. Am 5. Juli 1938 emigrierte sie in mit ihrem Ehemann Otto und dem erst einjährigen Sohn Manfred in die Niederlande. Am 15. Juli 1942 wurden sie über das Durchgangslager Westerbork in das KZ Auschwitz deportiert. Liselotte Herz wurde vermutlich am 17. Juli 1942 ermordet und auf Grund fehlender Unterlagen für tot erklärt. |
| Mittelstraße 37–39 ⊙                                                                | Manfred Herz              | Hier wohnte Manfred Herz Jg. 1937 Deportiert 1942 Auschwitz Ermordet 17.7.1942                                                                                      |      | Manfred Herz wurde am 21. Juni 1937 in Hilden geboren. Am 5. Juli 1938 emigrierte er mit seinen Eltern Otto und Liselotte Herz in die Niederlande. Am 15. Juli 1942 wurde die Familie über das Durchgangslager Westerbork in das KZ Auschwitz deportiert. Der gerade fünfjährige Manfred Herz wurde vermutlich am 17. Juli 1942 ermordet und auf Grund fehlender Unterlagen für tot erklärt. |
| Mittelstraße 37–39 ⊙                                                                | Otto Herz                 | Hier wohnte Otto Herz Jg. 1910 Deportiert 1942 Auschwitz Ermordet 15.8.1942                                                                                         |      | Der Kapellmeister Otto Herz wurde am 7. März 1910 in Hilden geboren und war wohnhaft in Heiligenhaus und Hilden. Am 5. Juli 1938 emigrierte er in mit seiner Ehefrau Liselotte und dem erst einjährigen Sohn Manfred in die Niederlande. Am 15. Juli 1942 wurden sie über das Durchgangslager Westerbork in das KZ Auschwitz deportiert. Otto Herz wurde vermutlich am 14. August 1942 ermordet und auf Grund fehlender Unterlagen für tot erklärt. |
| Mittelstraße 62 ⊙                                                                   | Emma Krämer               | Hier wohnte Emma Krämer Geb. Coopmann Jg. 1871 Deportiert 1942 Theresienstadt Ermordet 17.8.1943                                                                    |      | Emma Coopman wurde am 12. März 1871 in Linnich geboren und wohnte in Hilden. Sie betrieb dort seit 1897 ein Geschäft für Kurz-, Woll- und Weißwaren, zunächst an der Mittelstraße 73, ab 1910 dann an der Mittelstraße 62. Am 21. Juli 1942 wurde sie von Düsseldorf zum Ghetto Theresienstadt deportiert und dort am 17. August 1943 ermordet. |
| Mittelstraße 62 ⊙                                                                   | Joseph Krämer             | Hier wohnte Joseph Krämer Jg. 1869 Eingewiesen 17.11.1941 ’Heilanstalt’ Bendorf Tot 20.5.1942                                                                       |      | Joseph Krämer wurde am 25. April 1869 in Bensheim an der Bergstraße geboren und am 17. November 1941 in die ehemals Jacoby’sche Heil- und Pflegeanstalt Bendorf eingewiesen, wo er am 20. Mai 1942 starb. |
| Mittelstraße 77 ⊙                                                                   | Helene Schmitz            | Hier wohnte Helene Schmitz Geb. Schlächter Jg. 1876 Deportiert 1942 Ermordet in Minsk                                                                               |      | Helene Schlächter wurde am 8. Oktober 1876 in Nideggen geboren und wohnte in Benrath, Hilden und Düsseldorf. 1942 wurde sie zum Ghetto Minsk deportiert und für tot erklärt. |
| Mittelstraße 77 ⊙                                                                   | Josef Schmitz             | Hier wohnte Hier wohnte Josef Schmitz Jg. 1873 Deportiert 1942 Ermordet in Minsk                                                                                    |      | Der Kaufmann Josef Schmitz wurde am 2. Februar 1873 in Wollersheim geboren und wohnte in Benrath, Hilden und Düsseldorf. Am 22. Juli 1942 wurde er zum KZ Theresienstadt, am 21. September weiter zum Vernichtungslager Treblinka deportiert und vermutlich im gleichen Jahr in Minsk ermordet. |
| Mittelstraße 86 ⊙                                                                   | Sophie Israel             | Hier wohnte Sophie Israel Geb. Kopf Jg. 1912 Aus Holland Deportiert 1942 Auschwitz Ermordet 31.8.1942                                                               |      | Sophie Kopf wurde am 16. Dezember 1912 in München-Gladbach geboren. Sie wohnte in Hilden und nach Heirat mit Kurt Israel in Amsterdam. Von Amsterdam aus wurde sie 1942 zum KZ Auschwitz deportiert und dort am 31. August 1942 ermordet. |
| Mittelstraße 86 ⊙                                                                   | Marianne Kopf             | Hier wohnte Marianne Kopf Geb. Katz Jg. 1893 Abgeschoben 1938 Richtung Polen ?                                                                                      |      | Marianne Katz wurde am 25. Dezember 1893 in Rosulna, Galizien, geboren, lebte später in Deutschland, wohnte in München-Gladbach und Hilden. Am 28. Oktober wurde sie zusammen mit ihrem Ehemann Tobias von Düsseldorf aus nach Zbąszyń (Bentschen) in Polen abgeschoben, hielt sich 1939 aber wieder in Hilden auf und wurde am 6. Juli 1939 erneut nach Polen abgeschoben. Ihr weiteres Schicksal ist unbekannt. |
| Mittelstraße 86 ⊙                                                                   | Tobias Kopf               | Hier wohnte Tobias Kopf Jg. 1883 Abgeschoben 1938 Richtung Polen Deportiert Riga Ermordet                                                                           |      | Der Kaufmann Tobias Kopf, der mit seiner Frau in Hilden ein Schuhgeschäft führte, wurde am 2. Februar 1883 in Rożniatów, Galizien, geboren. Er lebte seit 1902 in Deutschland, wohnte in München-Gladbach, Hilden und Gelsenkirchen. Am 28. Oktober wurde er zusammen mit seiner Ehefrau Marianne von Düsseldorf aus nach Zbąszyń (Bentschen) in Polen abgeschoben, hielt sich danach aber wieder in Gelsenkirchen auf und wurde von dort am 27. Januar 1942 zum Ghetto Riga deportiert und im November 1943 ermordet. |
| Pungshausstraße 17 ⊙                                                                | Christine Weiss           | Hier wohnte Christine Weiss Geb. Wagner Jg. 1890 Interniert 1940 Sog. Zigeunerlager Deportiert 1943 Auschwitz Ermordet 14.3.1944                                    |      | Christine Wagner wurde am 26. Juli 1890 in Amsterdam geboren. Nachdem sie 1940 in einem Sammellager am Kovelenberg in der Ohligser Heide (Solingen) interniert wurde, wurde sie 1943 von Remscheid aus zum KZ Auschwitz deportiert, wo sie am 14. März 1944 ermordet wurde. |
| Pungshausstraße 17 ⊙                                                                | Gisela Weiss              | Hier wohnte Gisela Weiss Jg. 1936 Interniert 1940 Sog. Zigeunerlager Deportiert 1943 Ermordet in Auschwitz                                                          |      | Gisela (Giselle) Weiss wurde am 23. Mai 1936 in Hilden geboren. Nachdem sie 1940 in einem Sammellager am Kovelenberg in der Ohligser Heide interniert wurde, wurde sie 1943 von Remscheid aus zum KZ Auschwitz deportiert, wo sie ermordet wurde. |
| Pungshausstraße 17 ⊙                                                                | Karl Heinrich Weiss       | Hier wohnte Karl Heinrich Weiss Jg. 1883 Interniert 1940 Sog. Zigeunerlager Deportiert 1943 Auschwitz Ermordet 6.9.1943                                             |      | Karl Heinrich Weiss wurde am 31. Mai 1883 in Semd bei Dieburg geboren. Nachdem er 1940 in einem Sammellager am Kovelenberg in der Ohligser Heide interniert wurde, wurde er 1943 von Remscheid aus zum KZ Auschwitz deportiert, wo er am 6. September 1943 ermordet wurde. |
| Richrather Straße 15 ⊙                                                              | Margarete Grünewald       | Hier wohnte Margarete Grünewald Geb. Knopfmacher Jg. 1890 Deportiert 1941 Ermordet in Łódź                                                                          |      | Margarete Knopfmacher wurde am 14. Juni 1890 in Wongrowitz geboren und war wohnhaft in Hilden, Langenfeld (Rheinland) und Düsseldorf. Am 27. Oktober 1941 wurde sie zusammen mit ihrem Ehemann Max von Düsseldorf aus zum Ghetto Litzmannstadt (Łódź), und von dort am 6. Mai 1942 zum Vernichtungslager Kulmhof (Chełmno nad Nerem) deportiert, wo sie am 7. Mai 1942 ermordet wurde. |
| Richrather Straße 15 ⊙                                                              | Max Grünewald             | Hier wohnte Max Grünewald Jg. 1874 Deportiert 1941 Ermordet in Łódź                                                                                                 |      | Der Rohrzieher Max Grünewald wurde am 24. November 1874 in Richrath (Langenfeld) geboren und war wohnhaft in Hilden, Langenfeld (Rheinland) und Düsseldorf. Am 27. Oktober 1941 wurde er zusammen mit seiner Ehefrau Margarete von Düsseldorf aus zum Ghetto Litzmannstadt (Łódź), und von dort am 6. Mai 1942 zum Vernichtungslager Kulmhof (Chełmno nad Nerem) deportiert, wo er am 7. Mai 1942 ermordet wurde. |
| Richrather Straße 96 ⊙                                                              | Hermann Klemens           | Hier wohnte Hermann Klemens Jg. 1900 Verhaftet Erschossen 7.7.1933 ’Fluchtversuch’                                                                                  |      | Der Arbeiter Hermann Klemens wurde am 12. August 1900 in Düsseldorf geboren. Er wohnte in Hilden, wo er am 7. Juli 1933 verhaftet, misshandelt und auf der Gasstraße (seit 1949 Kolpingstraße) erschossen wurde. Sein Grab befindet sich auf dem Hauptfriedhof in Hilden. |
| Walder Straße 26 a ⊙                                                                | Friedrich Wilhelm Beuer   | Hier wohnte Friedrich Wilhelm Beuer Jg. 1909 ’Heilanstalt’ Hadamar Ermordet 29.1.1941                                                                               |      | Friedrich Wilhelm Beuer wurde am 1. Dezember 1909 in Hilden geboren, wo er auch wohnte. 1940 wurde er zum Stadtkrankenhaus Darmstadt gebracht, danach zum Philippshospital in Goddelau und weiter zur Landesheil- und Pflegeanstalt Weilmünster. Am 13. Januar 1941 folgte schließlich seine Einweisung in die Tötungsanstalt Hadamar, wo er am 29. Januar 1941 ermordet wurde. |
| Walder Straße 222 ⊙                                                                 | Wilhelm Schmitt           | Hier wohnte Wilhelm Schmitt Jg. 1902 Gefängnis Coburg Erschlagen 8.9.1933                                                                                           |      | Der Arbeiter Wilhelm Schmitt wurde am 22. März 1902 in Hilden geboren, wo er auch lebte. Am 2. September 1933 wurde er verhaftet und am 4. September in der Villa Kocherscheidt, genannt Koburg, im Neandertal bei Mettmann inhaftiert und am 8. September 1933 dort erschlagen. |